# 브라힘 라흘라피
브라힘 라흘라피 (1968년 4월 15일 ~ )는 모로코의 전직 육상 선수로 모로코를 대표했다. 그는 2002년 4월 6일에 프랑스 시민권을 취득했지만, 2007년 3월 15일부터 다시 모로코를 대표했다.
그의 가장 큰 업적은 2000년 올림픽 동메달이었다. 그는 1995년 세계 선수권 대회에서 5위를 했고 1999년 세계 선수권 대회에서 4위를 했다.
그는 2007년 파리 국제 마라톤 대회에서 2시간 15분 9초로 13위를 했다.